# Asphondylia ceanothi
Asphondylia ceanothi är en tvåvingeart som beskrevs av Ephraim Porter Felt 1908. Asphondylia ceanothi ingår i släktet Asphondylia och familjen gallmyggor. Inga underarter finns listade i Catalogue of Life.